# Источноафричка кампања (Други светски рат)
Источноафричка кампања у Другом светском рату обухвата борбе између Краљевине Италије и Британске империје за контролу над Етиопијом и колонијама у источној Африци: Италијанском Источном Африком, италијанском Еритрејом и Британском Сомалијом. Трајала је од 10. јуна 1940. до 27. новембра 1941. и завршена је победом Савезника. Британска блискоисточна команда са трупама из Уједињеног Краљевства, Јужне Африке, Британске Индије, протектората Уганда, Кеније, Сомалиленда, Западне Африке, Северне и Јужне Родезије, Судана и Њасаленда учествовала је у кампањи. Њима су се придружиле и Савезничке Force Publique Белгијског Конга, царских етиопских Арбењоха (снаге отпора) и мале јединице Слободних француских снага.
Италијанску источну Африку бранила је Comando Forze Armate dell'Africa Orientale Italiana (Италијанска команда источноафричких оружаних снага), са јединицама из Regio Esercito (Краљевска војска), Regia Aeronautica (Краљевско ратно ваздухопловство) и Regia Marina (Краљевска морнарица). Италијанске снаге су укључивале око 250.000 војника из Regio Corpo Truppe Coloniali (Краљевски корпус колонијалних трупа), предвођен италијанским официрима и подофицирима . Пошто је Британија контролисала Суецки канал, италијанске снаге су биле одсечене од снабдевања и појачања чим су почела непријатељства.
Дана 13. јуна 1940. године, италијански ваздушни напад је извршен на базу РАФ-а у Ваџиру у Кенији, а ваздушни рат је настављен све док италијанске снаге нису потиснуте из Кеније и Судана, преко Сомалиленда, Еритреје и Етиопије 1940. и почетком 1941. године. Остаци италијанских снага у региону предали су се након битке код Гондара у новембру 1941. године, осим малих група које су водиле герилски рат у Етиопији против Британаца све до примирја у Касибилу у септембру 1943. године, којим је окончан рат између Италије и савезника. Источноафричка кампања била је прва савезничка стратешка победа у рату; мало италијанских снага је побегло из региона да би биле коришћене у другим кампањама, а италијански пораз је знатно олакшао проток залиха преко Црвеног мора до Египта. Већина снага Комонвелта је пребачена у Северну Африку да би учествовала у кампањи у Западној пустињи.

## Позадина
Уласком Италије у рат против Савезника, 10. јуна 1941, Други светски рат се проширио на Африку, Блиски исток и Средоземно море. Фашистичка Италија се нашла у положају да искористи бројну надмоћност над слабијим британским и француским снагама у северној и источној Африци. Уласком Италије у рат, Великој Британији је била угрожена најкраћа поморска комуникација са поседима у Азији и источној Африци. Међутим, британска стратегијска упоришта - Гибралтар, Малта и Суец - угрожавала су везе између Италије и њених поседа у источној Африци. Практично, Италијанска Источна Африка била је потпуно изолована од метрополе, а веза с Либијом и Додеканезом угрожена.

### Супротстављене снаге
У Италијанској Сомалији, Еритреји и окупираној Етиопији Италија је имала 2 дивизије, 16 самосталних батаљона, 10 артиљеријских дивизиона, 3 чете тенкова и друге мање јединице, затим колонијалне трупе (29 бригада, 17 самосталних батаљона, 2 артиљеријска дивизиона и нешто коњичких и других домородачких јединица) под командом вицекраља Италијанске Источне Африке, Амадеа Савоје, укупно око 290.000 војника, од којих 199.000 домородаца. Због променљивог држања домородаца у колонијалној служби, овај број се брзо и осетно мењао. Италијанско ваздухопловство у источној Африци имало је 325 авиона, а поморске снаге у обалским водама састојале су се од 7 разарача, 8 подморница, 6 ескортних бродова и 5 торпедних чамаца.
Британске снаге била су мале и растурене: у Судану 3 батаљона и суданске одбрамбене снаге, укупно 9.000 војника; у Кенији 2 источноафричке и 1 јужноафричку бригаду, укупно 8.000 војника; у Британској Сомалији 1 афрички батаљон и 5 чета камилара, укупно око 1.500 војника. На другој страни Баб ал-Мандаба, у Адену, налазило се 2.500 британских војника. Од авијације у свим тим областима Британци су имали 163 авиона застарелих типова, у Родезији једну ескадрилу, а у Кенији једно одељење.

## Операције у Источној Африци

### Италијанска офанзива (јули-август 1940)
У Етиопији се после другог италијанско-абисинског рата (1935-1936) развио герилски рат против италијанских окупатора, који је трајао годинама. То је био један од разлога што су Италијани у Италијанској Источној Африци држали велике снаге. Улазак у рат пружио је прилику италијанској армији да искористи слабости Британаца у источној Африци. Главни командант италијанских снага, Амадео Савоја, одлучио је да заузме британска гранична упоришта у Судану и Кенији. Са знатно надмоћнијим снагама Италијани су од 4-14. јула заузели у Судану Касалу, Галабат, Курмук и Кејсан; тим акцијама запосели су сва гранична упоришта на суданско-етиопској граници. Од 15. до 19. јула заузели су и сва британска упоришта на етиопско-кенијској граници. Међутим, нису наставили напредовање ни ка долини Нила, ни ка средишту Кеније; задовољили су се заузимањем база којима су се Британци користили за помоћ етиопским устаницима. Тиме су их истовремено лишили основице за евентуално наступање у Етиопију.
Да би протерао Британце из Британске Сомалије, италијански главни командант одлучио се да је заузме. Рачунао је да ће тиме привући Французе у Француској Сомалији, који су после слома Француске остали верни вишијевској влади. Тако би се читава источна Африка нашла под италијанском контролом. После краћих припрема Италијани су 3. августа, из етиопских области Огаден и Харар, прешли у Британску Сомалију у три колоне, укупне јачине 35.000 војника, да што пре заузму њене једине две луке - Зејлу и Берберу. Британци су у Сомалији имали свега 5 пешадијских батаљона и одред камилара, који се нису могли одупрети много надмоћнијим италијанским снагама. Штитећи повлачење преко луке Бербера, Британци су пружили отпор само у средњем делу Сомалије, коју су њихови последњи делови напустили 16. августа и пребацили се у Аден. После окупације овог британског поседа, Италијани су у источној Африци остали пасивни до краја године.

### Британска офанзива (јануар-јул 1941)
После освајања Британске Сомалије, у августу 1940, италијанске снаге у источној Африци нису предузимале никаква офанзивна дејства, иако Британци у Судану и Кенији тада нису имали јаче снаге. Међутим, у другој половини децембра 1940. радикално се поправио положај Британаца на афричком ратишту: британске снаге у Египту су одбациле италијанску армију преко египатско-либијске границе, што је пресудно утицало да се измени дотадашња британска дефанзивна стратегија у источној Африци. Британски командант Блиског истока, генерал Вејвел, донео је одлуку да се предузме офанзива стратегијских размера - за потпуно заузимање Италијанске Источне Африке.
У међувремену су из Индије и са северноафричког фронта пребачене у Судан 2 индијске дивизије. Из јужне Африке у Кенију су стизале нове јединице. До почетка офанзиве све империјалне снаге прикупљене су у две основне групе: северна у Судану, под командом генерала Виљема Плета (енгл. William Platt), и јужна у Кенији, под командом генерала Алана Кенингема (енгл. Alan Cunningham). Суданску групу сачињавале су индијска 4. и 5. пешадијска дивизија, 7. бригада, англо-суданска 1. пешадијска дивизија и брзи одред Газеле (енгл. Gazelle Force). Ове јединице су оријентисане према Еритреји и северозападном делу Етиопије.